# 拉科涅
拉科涅（法語：Lacaugne，法語發音：[lakoɲ]）是法国上加龙省的一个市镇，属于米雷区。

## 地理
拉科涅（43°17'12"N, 1°16'16"E）面积6.06 平方千米，位于法国奧克西塔尼大區上加龙省，该省份为法国西南部内陆省份，西南端与西班牙接壤，自此顺时针与上比利牛斯省、热尔省、塔恩-加龙省、塔恩省、奥德省和阿列日省接壤。
与拉科涅接壤的市镇（或旧市镇、城区）包括：莱兹河畔莱扎、卡尔博讷、拉特拉普、马尔克法沃、蒙加赞。

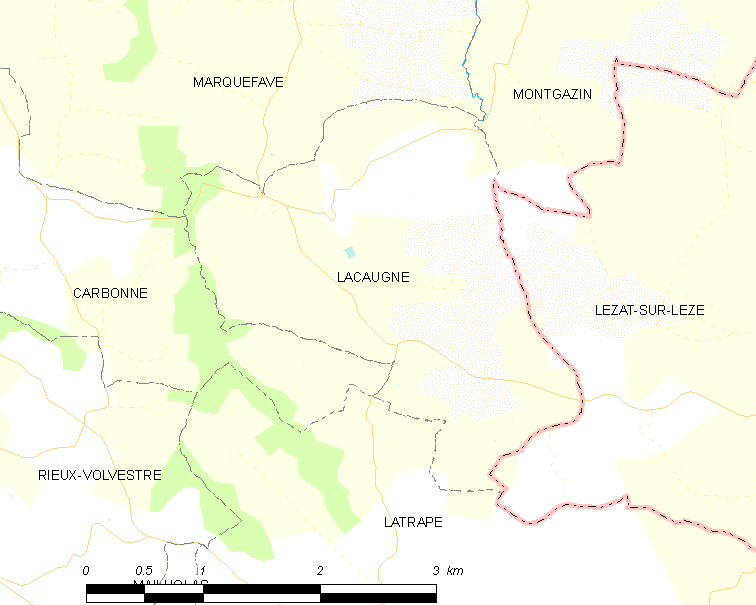
拉科涅的OSM定位图

拉科涅的时区为UTC+01:00、UTC+02:00（夏令时）。

## 行政
拉科涅的邮政编码为31390，INSEE市镇编码为31258。

## 政治
拉科涅所属的省级选区为欧特里沃县。

## 人口

1962-2008年间拉科涅人口变化图示

拉科涅于2022年1月1日时的人口数量为244人。